# Jiří Kaufman
Jiří Kaufman (ur. 28 listopada 1979 r. w Pardubicach) – były czeski napastnik. Grał m.in. w FC Hradec Králové, Hannoverze 96 (25 meczów i 4 gole w Bundeslidze), Energie Cottbus, Karlsruher SC, FC Erzgebirge Aue oraz Bohemians 1905.